# فولفیرناکس
فولفیرناکس (انگلیسی: FOLFIRINOX) یک رژیم شیمی‌درمانی برای درمان سرطان لوزالمعده است که از چهار دارو تشکیل شده است:
- FOL – فولینیک اسید (لوکوورین), یکی از مشتقات ویتامین بی که اثر فلوروراسیل را تشدید می‌کند[۱][۲]
- F – فلوروراسیل (5-FU)، یک آنالوگ پیریمیدین و آنتی‌متابولیت که به مولکول دی‌ان‌ای می‌چسبد و جلوی ساخت آن را می‌گیرد.
- IRIN – ایرینوتکان (کَمپتوسار)، یک مهارکنندهٔ توپوایزومراز که جلوی بازشدن دی‌ان‌ای و همانندسازی آن را می‌گیرد.
- OX – اکسالی‌پلاتین (اِلوکساتین)، یک آنتی‌نئوپلاستیک مبتنی بر پلاتینکه جلوی بازسازی دی‌ان‌ای و ساخت آن را می‌گیرد.

این رژیم در سال ۲۰۱۰ به عنوان یک درمان جدید برای بیماران مبتلا به سرطان لوزالمعده متاستاتیک ارائه شد. مطالعه‌ای در سال ۲۰۱۱ که در ژورنال پزشکی نیوانگلند منتشر شد، نشان داد که فولفیرناکس بیشترین افزایش را در میزان بقای بیماران فراهم می‌آورد که تاکنون در کارآزمایی بالینی فاز ۳ مبتلایان به سرطان لوزالمعدهٔ پیشرفته دیده شده است، به طوری که بیماران تحت درمان فولفیرناکس تقریباً چهار ماه بیشتر از بیمارانی که درمان استاندارد جمسیتابین را دریافت کرده‌اند، زندگی می‌کنند. (۱۱٫۱ ماه در مقایسه با ۶٫۸ ماه). با این حال، فولفیرناکس یک ترکیب بسیار سمی بالقوه از داروهایی با عوارض جانبی جدی است و تنها بیمارانی که وضعیت عملکردی (Performance status) خوب دارند کاندیدای دریافت این رژیم هستند. در حال حاضر از فولفیرناکس برای پایین آوردن مرحلهٔ بالینی بیماری - هنگامی که سرطان هنوز در مرحله «بینابینی و موضعی پیشرفته» است- با این امید استفاده می‌شود که بتوان اندازهٔ تومور را کوچک نموده و آن را به حدی برسانند که قابل برداشتن با جراحی باشد.
در سال ۲۰۱۳، سازمان غذا و داروی ایالات متحده آمریکا پاکلیتاکسل متصل به پروتئین (موسوم به ناب-پاکلیتاکسل یا آبراکسان) را برای استفاده به‌همراه جمسیتابین تأیید کرد. این رژیم ممکن است سمیت کمتری دارد - اما شاید اثربخشی‌اش هم کمتر باشد - و جایگزینی برای رژیم فولفیرناکس برای درمان سرطان لوزالمعده در مراحل پیشرفته است. تفاوت در کارآزمایی‌ها و فقدان کارآزمایی مستقیم برای مقایسه این دو رژیم، مانع از نتیجه‌گیری نهایی می‌شود. در بریتانیا، انستیتوی ملی تعالی سلامت و مراقبت (NICE)، در پیش‌نویس رهنمود خود در سال ۲۰۱۴، استفاده از آبراکسان را در درمان سرطان لوزالمعده به دلیل نگرانی از عوارض جانبی، اثربخشی و هزینه نسبت به درمان استاندارد جمسیتابین رد کرد. با این حال، در ۱۸ مه ۲۰۱۷ انستیتوی ملی تعالی سلامت و مراقبت، ارزیابی مجددی را برای استفاده از آبراکسان در بریتانیا انجام داد. این در پاسخ به پیشنهاد سلژن بود که طرحی برای دسترسی آسان بیمار به دارو (PAS) را ارائه کرد که هزینه دارو را کاهش می‌داد.